# Heddie Suls
Heddie Suls (Balen, 1938) is een Belgisch actrice.
Ze speelt vaak samen met collega-acteur en echtgenoot Jaak Van Assche. Ze speelde Josée De Pesser in De Collega's, waarin Van Assche Jean De Pesser speelde. Ze hernam deze rol in 2018 in de film De Collega's 2.0. In Alfa Papa Tango speelde ze de zieke vrouw van brandweerman Marcel Van Oppen (eveneens gespeeld door Jaak Van Assche). Ook had ze een gastrol als Thérèse Costermans in F.C. De Kampioenen, waarin Van Assche Fernand Costermans speelt. Ook in de VTM reeks Familie speelde ze naast haar echtgenoot (die rol van Alfons Coppens vertolkte) als een vrouw in het rusthuis waar Alfons verliefd op werd, maar die helaas sterft.
Ze speelde verder gastrollen in Postbus X (moeder van Peter), Verschoten & Zoon (gepensioneerde vakbondsafgevaardigde), Spoed (Germaine) en Zone Stad (poetsvrouw).

## Televisie
- Familie (2020) - als Eulalie
- Aspe (2009) - als mevrouw Maes
- Spoed (2007) - als moeder van Bram
- Zone Stad (2007) - als poetsvrouw
- Spoed (2005) - als Germaine
- Verschoten & zoon (2004) - als gepensioneerde vakbondsafgevaardigde
- F.C. De Kampioenen (2000) - als Thérèse Costermans (zuster van Fernand Costermans)
- Hof van Assisen (1998) - Anne Versaevel
- De laatste vriend (1993) - als moeder van Nick
- Het park (1993) - als Mathilde
- Wittekerke (1993) - als uitbaatster Video Rendez-Vous
- De ware vrienden (1993)
- Postbus X (1992) - als moeder van Peter
- Alfa papa tango (1990) - als Lisette van Oppen
- Na de liefde (1983) - als hoofdverpleegster
- De collega's (1978-1980) - als Josée De Pesser

## Film
- De Collega's 2.0 (2018) - als Josée De Pesser
- Elf (1999)
- De Kollega's maken de brug! (1988) - als Josée De Pesser
- Kwis (1988) - als Irene
- Artikel 140 (1982)
- Jan Rap en zijn maat (1980) - als Elly

## Privé
Suls is getrouwd met collega-acteur Jaak Van Assche.